# Nikon D5500
Die Nikon D5500 ist eine digitale Spiegelreflexkamera des japanischen Herstellers Nikon, die im Februar 2015 in den Markt eingeführt wurde.

## Technische Merkmale
Der 24,2-Megapixel-Bildsensor ermöglicht Aufnahmen mit 6000 × 4000 Pixeln. Er besitzt eine Größe von 23,5 mm × 15,6 mm (Herstellerbezeichnung DX-Format).
Der einstellbare Belichtungsindex deckt den Bereich von ISO 100 bis ISO 25.600 ab.
Die Kamera besitzt rückseitig ein dreh-, neig- und schwenkbares Touchscreen-Display, dessen Bedienung an die eines Smartphones angelehnt ist.
Ferner besitzt die Kamera eine Full-HD-Videofunktion mit Bildwiederholraten bis 60 fps.
Eine W-LAN-Funkschnittstelle ist in der Kamera integriert.
Die Georeferenzierung der Aufnahmen ist über das als Zubehör erhältliche Modul Nikon GP-1 möglich.